# 沙治奧·亞古沙
沙治奥·亞古沙（西班牙語：Sergio Aguza Santiago，1992年9月2日—）是西班牙的職業足球運動員，司職中場，出身皇家馬德里青訓系統，現效力於西班牙皇家足協甲組聯賽球會沙巴度爾。
2015年7月31日，亞古沙與米爾頓凱恩斯簽約2年。

## 外部連結
- Real Madrid profile
- BDFutbol profile （页面存档备份，存于）
- Soccerway資料庫：沙治奧·亞古沙
- La Preferente profile （西班牙文）